# Dialetto tedesco di Zurigo

Monottongo dello Zürichdeutsch

Il dialetto tedesco di Zurigo o tedesco zurichese (nome locale: Züritüütsch ; in tedesco standard: Zürichdeutsch) è il dialetto alto-alemanno parlato nel Canton Zurigo, in Svizzera.
Come tutti i dialetti derivati dallo svizzero tedesco, si tratta essenzialmente di una lingua parlata.
| Controllo di autorità | GND (DE) 4117731-9 |